# Karim Mustafin
Karim Zakirowicz Mustafin (ros. Карим Закирович Мустафин, ur. w lipcu 1896 w Wierchnieuralsku, zm. 1953) – radziecki polityk, działacz partyjny i państwowy Kazachskiej SRR.

## Życiorys
W 1918 został członkiem partii komunistycznej, 1918-1921 służył w Armii Czerwonej, po zwolnieniu z armii został instruktorem Komitetu Powiatowego RKP(b) w Wierchnieuralsku, od 1922 do października 1924 był sekretarzem i przewodniczącym związkowego komitetu kopalni Bałkansk w powiecie wierchnieuralskim. Następnie pracował jako instruktor Komitetu Rejonowego RKP(b) w Wierchnieuralsku i Komitetu Okręgowego RKP(b) w Troicku oraz sekretarz komórki partyjnej we wsi Kasielsk w okręgu troickim, 1926-1927 uczył się na kursie powiatowych funkcjonariuszy partyjnych przy KC WKP(b), od 1927 do lutego 1930 był sekretarzem odpowiedzialnym Nagajbakskiego Komitetu Rejonowego WKP(b) (okręg troicki). Od lutego do sierpnia 1930 był przewodniczącym Komitetu Wykonawczego Wierchnieuralskiej Rady Rejonowej, od sierpnia 1930 do sierpnia 1931 przewodniczącym Komitetu Wykonawczego Bierdinskiej Rady Rejonowej, od sierpnia 1931 do grudnia 1932 sekretarzem odpowiedzialnym/I sekretarzem Janało-Kagajskiego Komitetu Rejonowego RKP(b) (obwód uralski), a od stycznia 1933 do września 1934 zastępcą dyrektora kopalni im. Lenina w obwodzie uralskim. W 1934 kierował Miejskim Oddziałem Rolnictwa w Kizielu, a od 1935 do stycznia 1936 rejonowym oddziałem rolniczym w Kungurze, od lutego do kwietnia 1936 był przewodniczącym Komitetu Wykonawczego Kungurskiej Rady Rejonowej, a od kwietnia 1936 do czerwca 1938 ponownie kierownikiem rejonowego oddziału rolniczego w Kungurze. Od czerwca 1938 do stycznia 1939 był instruktorem Komitetu Rejonowego WKP(b) w Kungurze, od stycznia do listopada 1939 ponownie kierownikiem rejonowego oddziału rolniczego w Kungurze, od listopada 1939 do marca 1941 ponownie przewodniczącym Komitetu Wykonawczego Kungurskiej Rady Obwodowej, a od marca 1941 do stycznia 1943 ponownie I sekretarzem Komitetu Rejonowego WKP(b) w Kungurze. Od stycznia 1943 do czerwca 1944 był I zastępcą przewodniczącego Komitetu Wykonawczego Mołotowskiej Rady Obwodowej, od lipca 1944 do grudnia 1946 przewodniczącym Komitetu Wykonawczego Północnokazachstańskiej Rady Obwodowej, w 1947 państwowym inspektorem ds. określania plonów na obwód aktiubiński, a od marca 1947 do marca 1950 I sekretarzem Bolszeusinskiego Komitetu Rejonowego WKP(b) (w obwodzie mołotowskim; obecnie Kraj Permski). W 1945 został odznaczony Orderem Czerwonego Sztandaru Pracy.